# سابا توث
سابا توث هو مهندس وسياسي مجري، ولد في 1960 في زالاجيرسيج في المجر. نشط حزبياً في الحزب الاشتراكي المجري. وقد انتخب عضو الجمعية الوطنية المجرية ‏ عن دائرة Budapest 8th constituency ‏ وقد انضم خلال فترته النيابية ‏ للكتلة البرلمانية الحزب الاشتراكي المجري وفي الانتخابات البرلمانية المجرية 2014 ‏، انتخب عضو الجمعية الوطنية المجرية ‏ عن دائرة Budapest 8th constituency ‏ وقد انضم خلال فترته النيابية ‏ (6 مايو 2014 – ) للكتلة البرلمانية الحزب الاشتراكي المجري.